# Nicola Valley Museum and Archives
Die Nicola Valley Museum and Archives sind eine in Nordamerika häufig anzutreffende Institution, die Museums- und Archivaufgaben verbinden. Hinter ihr steht die Nicola Valley Museum Archives Association (NVMAA), eine Gesellschaft historisch Interessierter aus Merritt, in der kanadischen Provinz British Columbia.
Die NVMAA entstand bereits 1976, ihr erster Vorsitzender war Murphy Shewchuk, doch erst 2001 gelang ihr die Gründung eines dauerhaften Museums. In dieser langen Phase wurden Objekte und Archivalien gesammelt und erfasst. Daneben begann die Vereinigung eine Quartalsschrift zu publizieren, den Nicola Valley Historical Quarterly.
Für die Geschichte der First Nations, der Indianer in Kanada, ist das Archiv von besonderer Bedeutung, weil es die Sammlung von James Teit (1854–1922) aufbewahrt, der sich mit der Kultur der umgebenden Indianergruppen befasst hat. Er arbeitete von 1894 bis zu seinem Tod für Franz Boas und warb ab 1908 für die Anliegen der Interior Tribes of British Columbia, der Indian Rights Association und der Allied Tribes of British Columbia.
Ansonsten bewahrt die Institution Archivalien und Objekte zur Geschichte der lokalen „Pioniere“, der Minengesellschaften und der Entwicklung der Stadt auf, und führt entsprechende Ausstellungen durch. Hinzu kommen Tausende von Fotografien, von denen (Stand: Ende 2023) 4.481 in digitaler Form zur Verfügung stehen (s. Weblinks).